# Bren Foster
Pour les articles homonymes, voir Foster.
Bren Foster (né le 2 novembre 1976) est un acteur australien, principalement connu pour son rôle de Wolf Taylor dans la série The Last Ship.

## Filmographie

### Télévision
| Year      | Títle                               | Roles              | Notes                             |
| --------- | ----------------------------------- | ------------------ | --------------------------------- |
| 2007-2008 | Summer Bay                          | Tony               | 3 épisodes                        |
| 2008      | East West 101                       | Homme              | épisode: "The Hand of Friendship" |
| 2008      | Review with Myles Barlow            | petit ami de Kelly | épisode #1.3                      |
| 2008      | CIB : Criminal Investigation Bureau | Russell Keegan     | épisode #1.2                      |
| 2008-2010 | Fight Science                       | Bren               | 2 épisodes                        |
| 2009      | Sea Patrol                          | Cliff Bailey       | 2 épisodes                        |
| 2011      | Femme Fatales                       | Howard             | épisode "Something Like Murder"   |
| 2011-2012 | Des jours et des vies               | Quinn Hudson       | 108 épisodes                      |
| 2011-2012 | Melissa & Joey                      | Jules D. Sawyer    | 1 épisode                         |
| 2015-2018 | The Last Ship                       | Wolf Taylor        | 21 épisodes                       |

### Cinéma
- 2001 : Invincible : Shadowman # 2
- 2008 : Man of Blood : Tony Rey
- 2009 : Cedar Boys : Jamal Ayoub
- 2009 : Drowning : Tommy
- 2009 : Vinyl : Alex
- 2011 : War Flowers : John Ellis
- 2011 : Bad to the Bone : Bone
- 2011 : Venger : Michael McCullough
- 2012 : Maximum Conviction : Bradley
- 2013 : Force of Execution : Roman Hurst
- 2015 : Infini : Morgan Jacklar
- 2015 : Terminus : Agente Stipe
- 2016 : Osiris, la 9ème planète : Charles Kreat
- 2020 : Deep Blue Sea 3
- 2024 : Life After Fighting